# Mario Serra
Mario Serra (La Plata, 10 de marzo de 1950) es un baterista argentino, conocido por integrar el grupo de rock argentino Virus.

## Biografía
Comenzó su carrera tocando con grupos de rock de su escuela secundaria, el Colegio Bellas Artes de La Plata. Su primer disco fue con el grupo Los Prados, con quienes grabó tres discos en 1974, uno de los cuales fue disco de oro.
En 1978 formó  junto a Federico Moura el grupo Las Violetas. Junto a los hermanos Moura en 1980 formó el grupo Virus. Tuvieron un gran éxito nacional e internacional. Participó en la grabación de 8 álbumes de Virus.
El disco Tierra del Fuego (1989) fue grabado en Nueva York con la participación técnica de Sam Ginsberg (quien había sido técnico de sonido de John Lennon).
En 1990 formó un nuevo grupo, Aguirre, con los que grabó tres álbumes, uno de ellos en Brasil.
En 1996, Charly García lo convocó para que formara parte de su banda. Con él realizó giras por Argentina y otros países, y grabó ocho álbumes. En 1999 grabaron el disco Demasiado ego, en vivo en Buenos Aires, frente a una audiencia de 300 000 personas. Formó parte del regreso de Sui Generis, grabando en el disco Sinfonías para adolescentes y Si - Detrás de las paredes (en vivo) entre los años 2000 y 2001. En 2002 también participó de la grabación de Influencia, en el que también participó Tony Sheridan (guitarra y voz).
Tocó como sesionista de Moris y Raúl Porchetto.
Toco en la banda Zombis, junto a Fabián Pássaro (ex-Abrelatas) en guitarra, y Pablo Rica en bajo.
Ha dictado clínicas de batería por el interior del país.